# Algérie Ferries
Algérie Ferries (en arabe : النقل البحري الجزائري) est une compagnie algérienne de navigation maritime, marque commerciale de l'ENTMV assurant des liaisons régulières entre l'Algérie et les ports de Marseille, Sète, Alicante, Barcelone et Gênes.

## Histoire
Algérie Ferries est le nom commercial de  l'Entreprise nationale de transport maritime de voyageurs (ENTMV), créé le 14 juillet 1987, par décret no 87-155 de la scission des activités de transport maritime de la Société nationale de transport maritime-Compagnie nationale algérienne de navigation (SNTM-CNAN). Le 7 avril 1990, l'ENTMV prend le statut d'Entreprise publique économique.
Longtemps cantonnée par les pouvoirs politiques à un rôle symbolique de souveraineté nationale, l'entreprise publique avait le monopole pour le transport maritime des voyageurs entre la France et Algérie. À la suite du boom migratoire des années 2000, ses capacités se sont révélées insuffisantes et l'Algérie a dû ouvrir ses ports à la SNCM, son principal concurrent européen.
Le 19 mars 2020, Algérie Ferries suspend ses liaisons maritimes à la suite de la pandémie de Covid-19, date à laquelle une dernière liaison maritime entre Marseille et Alger est assurée par un ferry de la compagnie.
Le 20 août 2021, Algérie Ferries prend livraison du Badji Mokhtar III, du nom du leader indépendantiste, au port d'Alger, construit par le chantier naval chinois de Guangzhou.
L'activité reprend à destination de l'Espagne le 21 octobre 2021, El Djazaïr II assure la traversée Oran-Alicante et de la France le 1er novembre, le nouveau ferry Badji Mokhtar III assure cette première traversée d'Alger vers Marseille.
À la suite d'une série de dysfonctionnements de l'entreprise, Abdelkrim Bouzaher, P-DG, est limogé le 21 avril 2024 ; il est remplacé par Hellal Benaouda.

## Scandale
Le 2 juin 2022, le PDG Kamel Issad est démis de ses fonctions pour « son attitude attentatoire à l'image de l'Algérie et préjudiciable aux intérêts des citoyens ».
Le 19 janvier 2023, Kamel Issad est condamné à six ans de prison ferme pour mauvaise gestion et manque d'entretien des navires de la société. Il avait été arrêté quelques jours après sa mise à pied en juin 2022 pour « dilapidation de biens et de fonds publics, abus de fonction et enrichissement illicite ».
D'autres anciens responsables ont aussi été condamnés dans cette affaire. Ainsi, l'ancien directeur commercial, Bouznad Karim, écope de cinq ans de prison ferme. Hamouche Aghiles et Oufar Malika, tous les deux en fuite, écopent chacun de dix ans de prison et font l'objet d'un mandat d'arrêt international.
Le 28 mai 2023, la Cour d'Alger a confirmé les peines prononcées en première instance dans l'affaire ENTMV. Kamel Issaad, a été condamné à 6 ans de prison ferme, Karim Bouzenad, ancien directeur commercial, à 5 ans de prison ferme, et Fatma Laimchi, responsable informatique, à 1 an de prison avec sursis. Les accusations incluaient la dilapidation de deniers publics, l'abus de fonction et l'enrichissement illicite. Les accusés Kamel Eddalia et Cherifi Ikbal ont été acquittés.
L'été 2024 a été marqué par de fortes perturbations. Entre navires en panne, reports, changements d'itinéraire et annulations de traversées, la compagnie a mis mal les vacances de très nombreux passagers.

## Flotte

### En service
La flotte d'Algérie Ferries est composée de 4 ferries et de deux bateaux-bus. Pour la saison estivale 2024, la compagnie a affrété deux navires: Le Moby Dada qui est entré en service début février et le Ariadne, qui est entré en service le 24 mars.
| Navire            | Pavillon | Type       | Mise en service | Entrée dans la flotte | Longueur | Largeur | Passagers | Véhicules | Vitesse    |
| ----------------- | -------- | ---------- | --------------- | --------------------- | -------- | ------- | --------- | --------- | ---------- |
| Tariq Ibn Ziyad   |          | Ferry      | 1995            | 1995                  | 153,26 m | 25,2 m  | 1 300     | 450       | 21 nœuds   |
| Tassili II        |          | Ferry      | 2004            | 2004                  | 146,6 m  | 24 m    | 1 300     | 300       | 23.5 nœuds |
| El Djazaïr II     |          | Ferry      | 2005            | 2005                  | 146,6 m  | 24 m    | 1 300     | 300       | 23.5 nœuds |
| Badji Mokhtar III |          | Ferry      | 2021            | 2021                  | 200 m    | 30 m    | 1800      | 600       | 24 nœuds   |
| Seraïdi           |          | Bateau-bus | 2011            | 2011                  | 38 m     | 7 m     | 206       | /         | 30 nœuds   |
| Badji Mokhtar II  |          | Bateau-bus | 2011            | 2011                  | 38 m     | 7 m     | 206       | /         | 30 nœuds   |

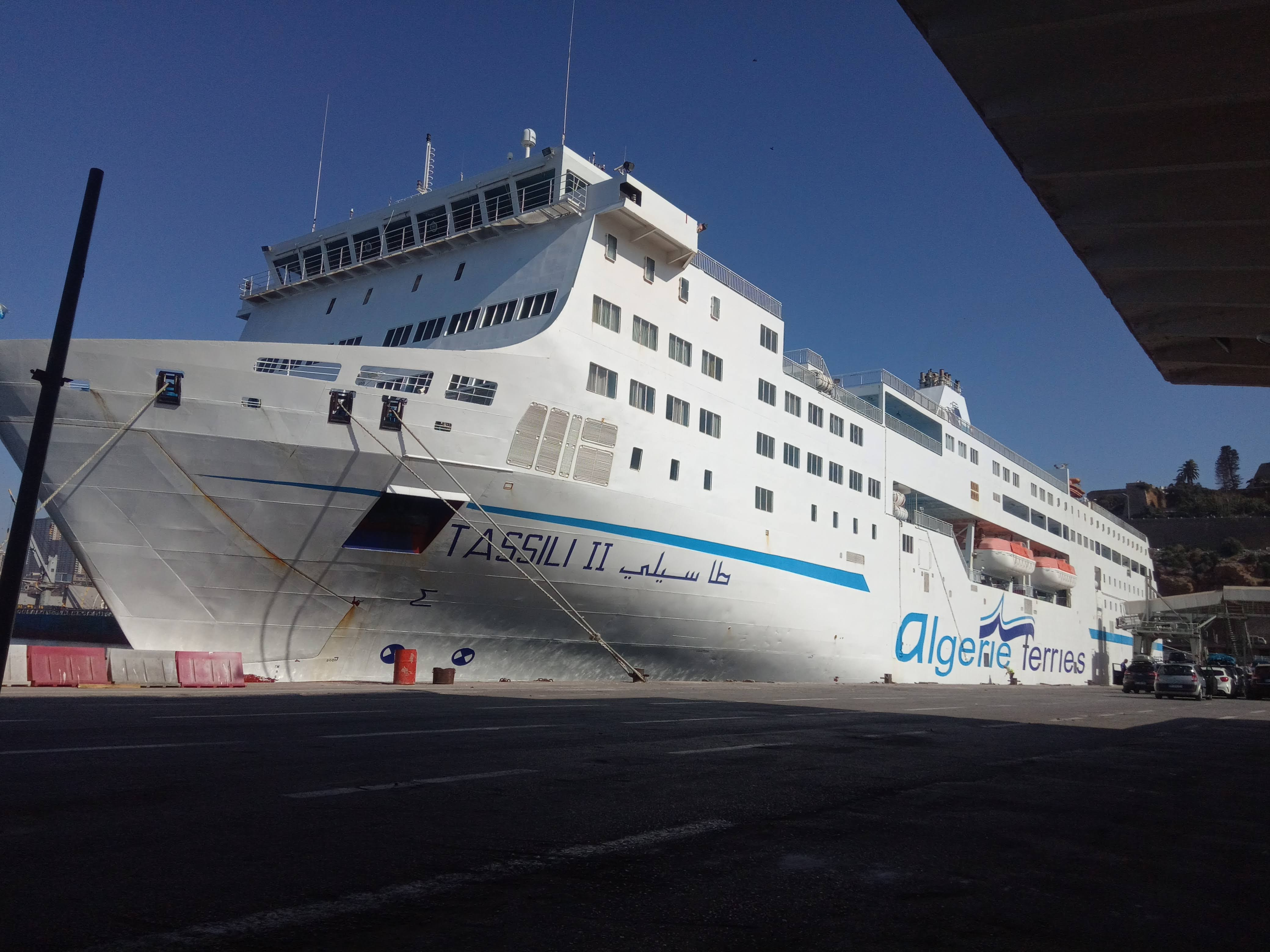
Tassili II amarré au port d'Oran, 2019.
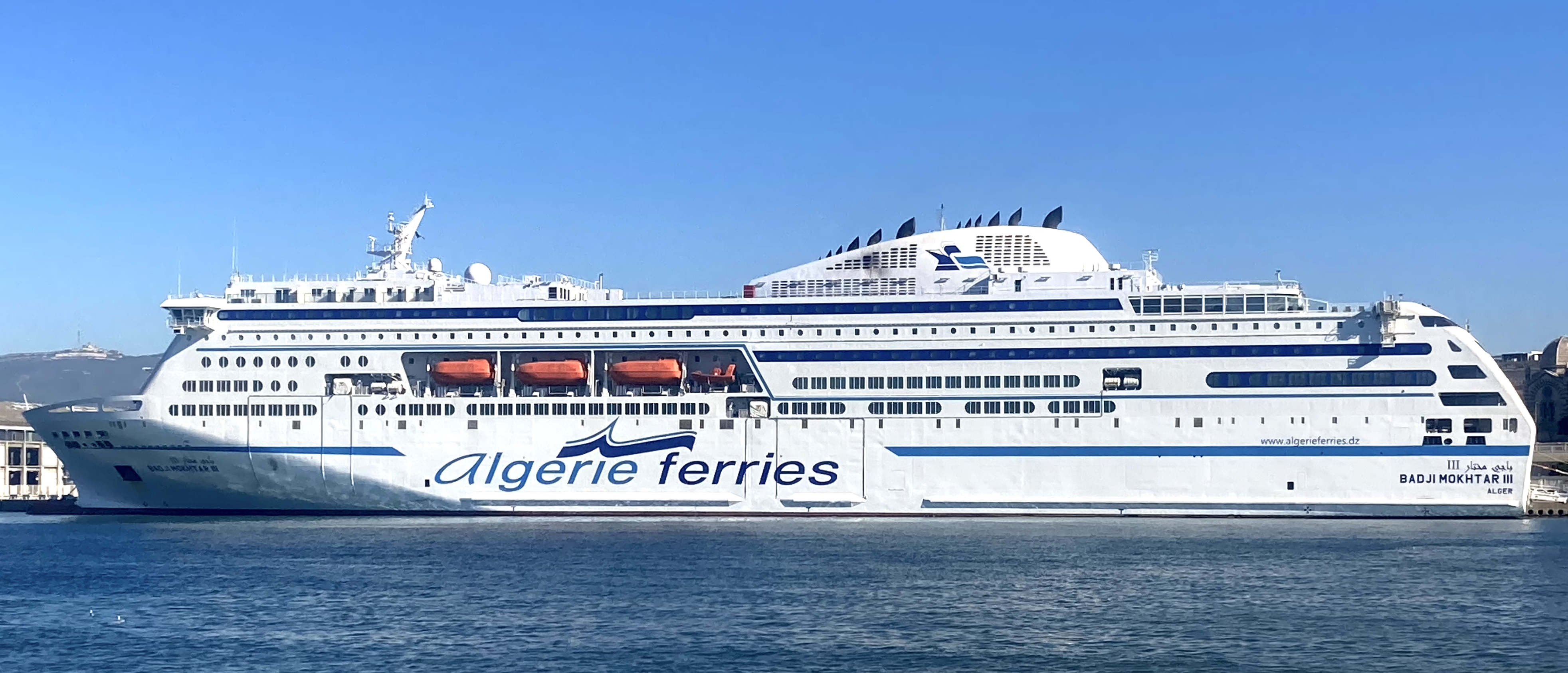
Badji Mokhtar III à Marseille, 2021
Tariq Ibn Ziyad amarré au port d'Alicante, 2022.

### Hors service
Ces ferries ne font plus partie de la flotte de la société:
- Tipasa (1975-2005)
- Zeralda (1976-2006)
- Hoggar (1976-2006)
- Ariadne (2024)
- Moby Dada (2024)

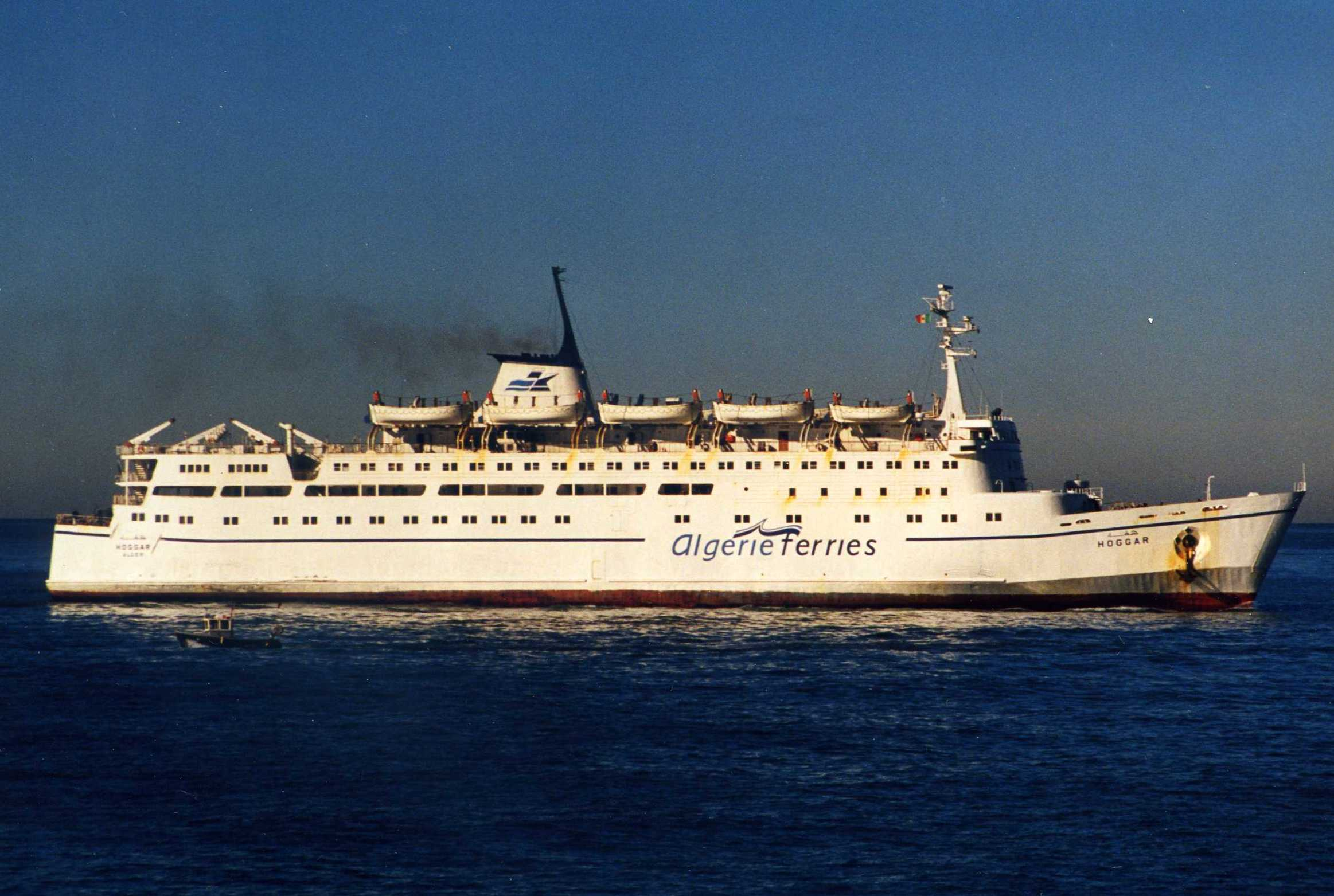
Hoggar à Gênes en 2001.
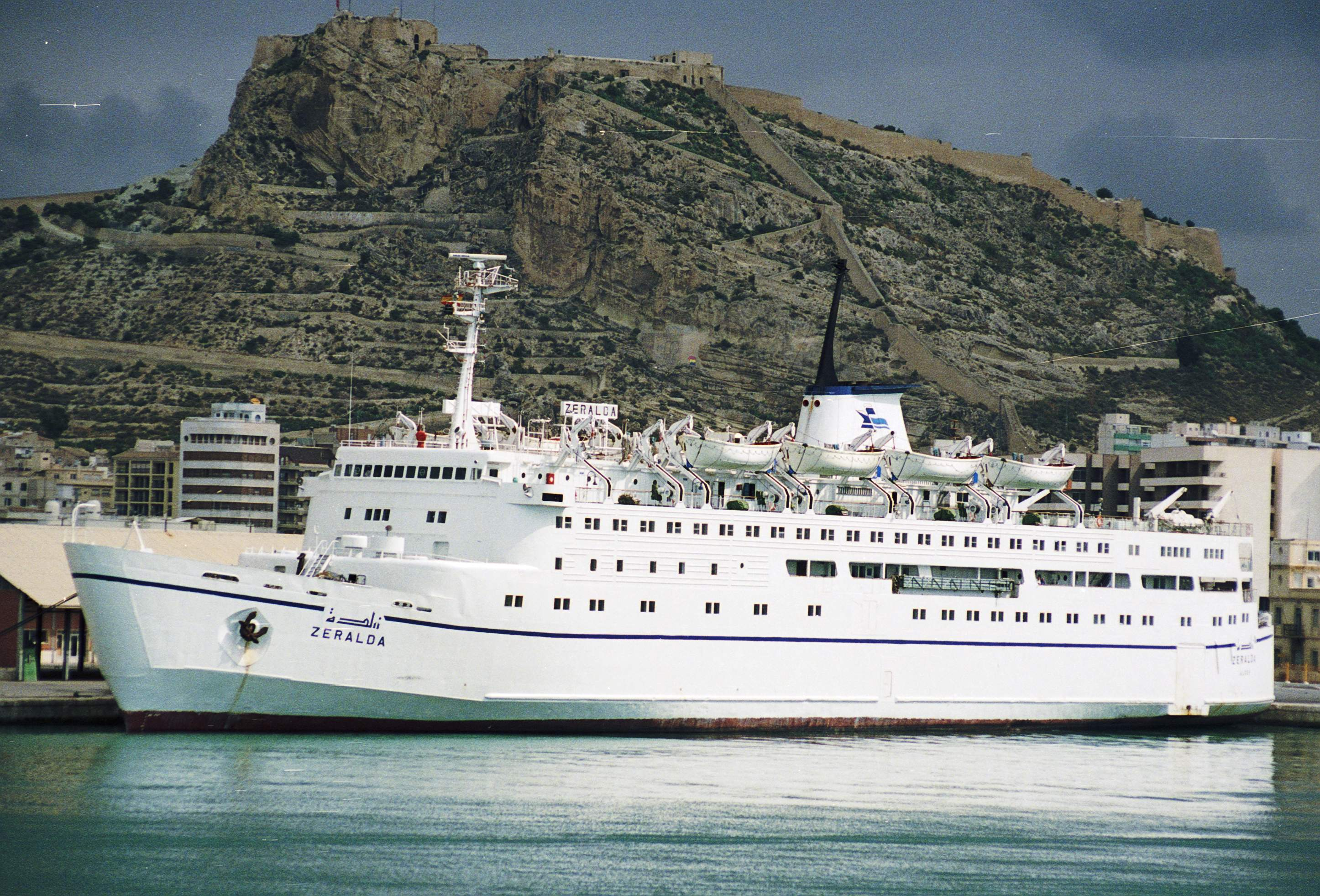
Zeralda à Alicante en 1991.
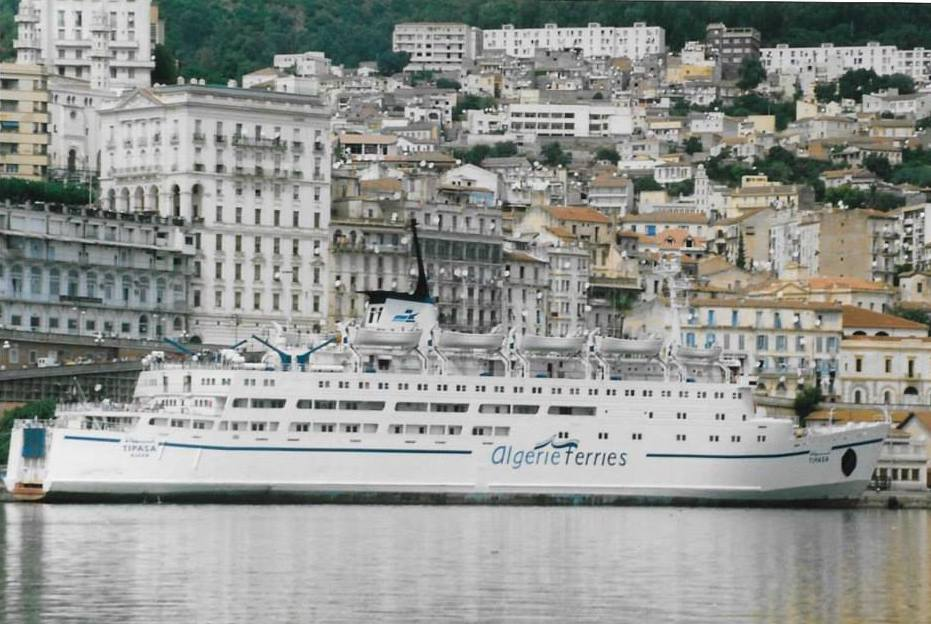
Tipasa à Béjaïa en 2003.

## Stratégie de développement
Pour moderniser l'entreprise, l'État algérien a revendu ses anciens ferries (El Djazair, Tassili, Tipasa, Hoggar et Zeralda). Par ailleurs, ne pouvant faire face à l'activité de haute saison, la compagnie affrète des car-ferries (souvent grecs), à chaque saison estivale.
En août 2014, Algérie Ferries a été chargée de l'exploitation d'un service de transport maritime urbain sur la ligne d'Alger-La Pêcherie à El Djamila
La compagnie Algérie Ferries annonce la mise à l'eau en août 2021 du nouveau navire nommé le Badji Mokhtar III, d'une capacité de 1800 passagers et 600 véhicules.
Dans un contexte de future mise en concurrence, l'entreprise annonce en 2021 qu'elle est « prête ».

## Liaisons maritimes

### Liaisons internationales
Les ports desservis par la compagnie sont :
| Marseille          | Marseille | Marseille     |
| Ligne              | Durée     | Fréquence     |
| ------------------ | --------- | ------------- |
| Alger - Marseille  | 21 heures | 1-3 / semaine |
| Oran - Marseille   | 26 heures | 1 / semaine   |
| Béjaïa - Marseille | 20 heures | 1-3 / mois    |
| Skikda - Marseille | 20 heures | 1-4 / mois    |
| Annaba - Marseille | 20 heures | 1-4 / mois    |

| Alicante              | Alicante  | Alicante    |
| Ligne                 | Durée     | Fréquence   |
| --------------------- | --------- | ----------- |
| Oran - Alicante       | 11 heures | 1-4/semaine |
| Alger - Alicante      | 20 heures | 1-2/semaine |
| Mostaganem - Alicante | 12 heures |             |
| Barcelone             |           |             |
| Ligne                 | Durée     | Fréquence   |
| Alger - Barcelone     |           |             |
| Oran - Barcelone      |           |             |

| Naples          | Naples | Naples    |
| Ligne           | Durée  | Fréquence |
| --------------- | ------ | --------- |
| Skikda - Naples |        |           |

### Liaisons nationales
- Alger
- Oran
- Annaba
- Béjaïa[14]
- Mostaganem
- Skikda
- Jijel
- Ghazaouet

### Liaisons urbaines
| Réseau Centre                                  | Réseau Centre | Réseau Centre |
| Ligne                                          | Durée         | Fréquence     |
| ---------------------------------------------- | ------------- | ------------- |
| Alger (La Pêcherie) - El Djamila (La Madrague) |               |               |
| Alger (La Pêcherie) - Tamentfoust (Laperouse)  |               |               |

| Réseau Ouest       | Réseau Ouest | Réseau Ouest |
| Ligne              | Durée        | Fréquence    |
| ------------------ | ------------ | ------------ |
| Oran - Aïn El Turk |              |              |

| Réseau Est     | Réseau Est | Réseau Est |
| Ligne          | Durée      | Fréquence  |
| -------------- | ---------- | ---------- |
| Alger - Béjaïa |            |            |